# Stay Together for the Kids
"Stay Together for the Kids" é um single da banda americana Blink-182, lançado dia 19 de fevereiro de 2002 pela MCA.

## Faixas[5]
1. "Stay Together for the Kids"
2. "The Rock Show" (ao vivo)
3. "Anthem Part Two" (ao vivo)
4. "First Date" (ao vivo)
5. "Carousel" (ao vivo)
6. "First Date" (videoclipe)
7. "Stay Together for the Kids" (videoclipe)

- Todas as faixas ao vivo foram gravadas num show da banda no First Midwest Bank Amphitheatre, em Chicago, no dia 6 de junho de 2001.